# 시드니 천문대 공원

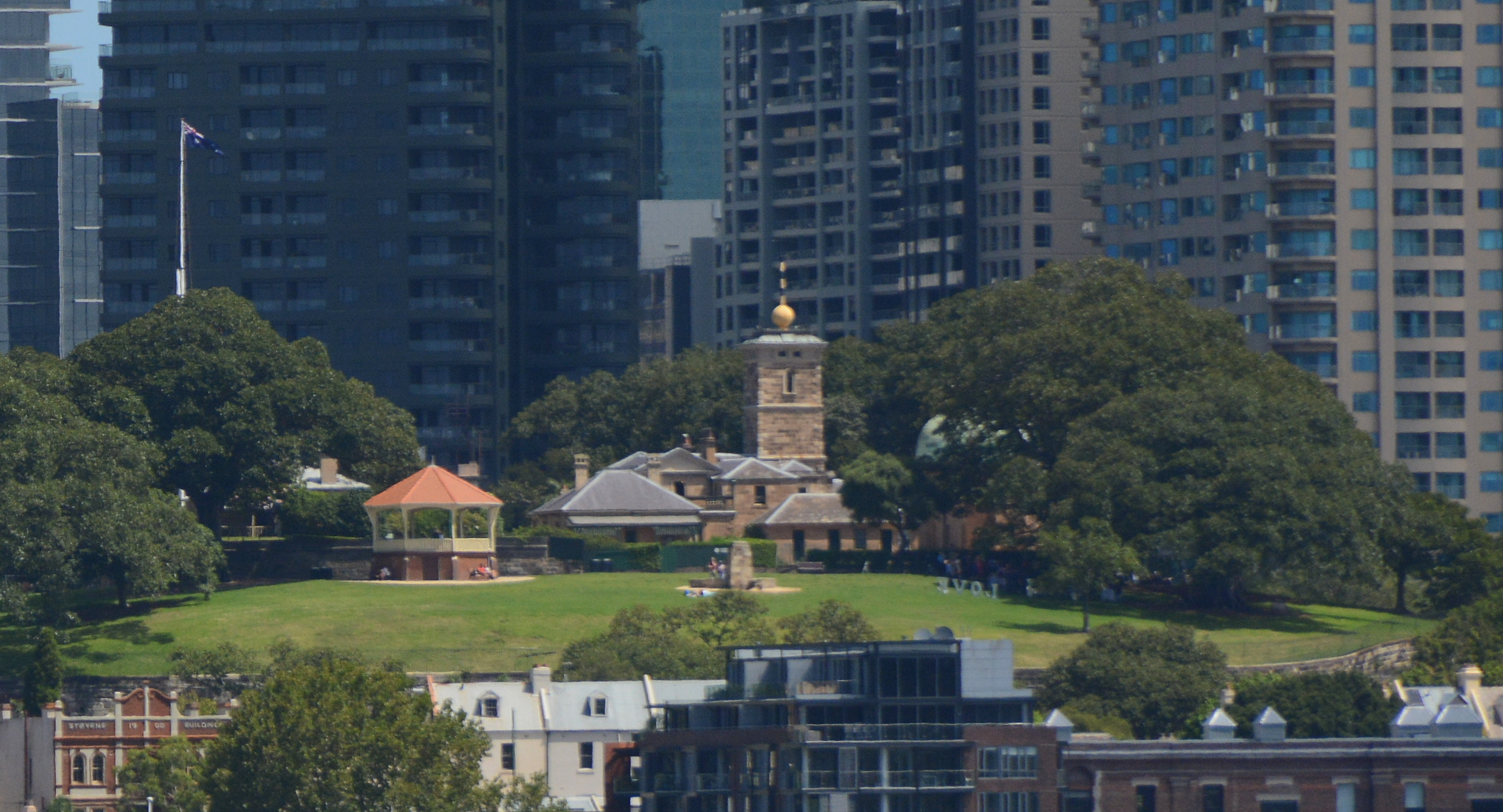
시드니 천문대 공원

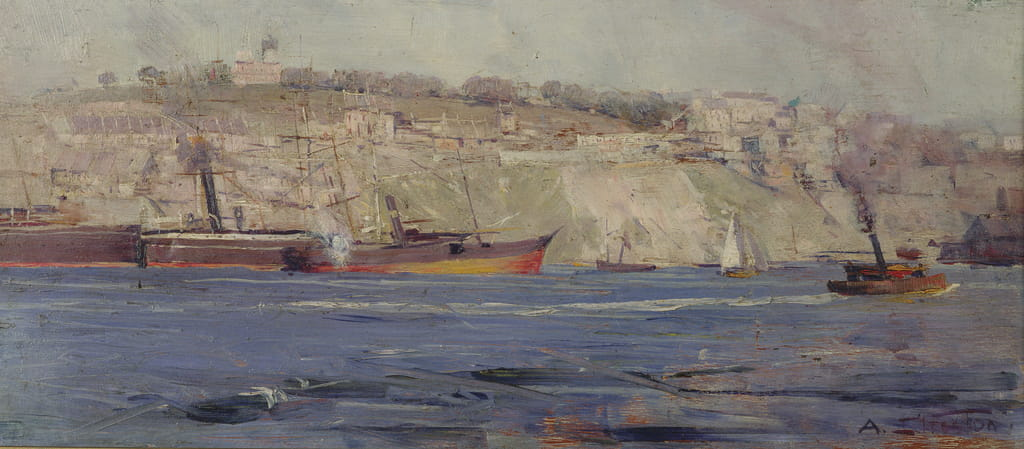
1896년 아서 스트리턴(Arthur Streeton)이 그린 시드니 천문대 공원

시드니 천문대 공원(Observatory Park)은 시드니 시내 하버 브리지 근처에 있는 공원이다. 켄트 스트리트, 왓슨 로드, 어퍼 포트 스트리트에 에워싸여있다. 시드니 천문대 공원의 역사는 호주 첫 풍차가 세워진 1796년으로 거슬러 오른다. 오늘날 지역 주민들과 관광객들이 경관을 보러 온다. 또한 시드니 천문대, 신호장, 필립 요새, 내셔널 트러스트 센터, 원형 홀을 비롯한 몇몇 건물들이 있다.

## 개요
1796년 아일랜드인 죄수 존 데이비스가 이곳에 풍차를 세웠고 밀을 갈기 위해 쓰였다. 수 년 후 망가져서 남쪽에 다른 풍차를 세웠다. 이로 인해 이곳에 윈드밀 언덕이라는 이름이 붙여졌다. 1804년 필립 요새가 언덕에 세워졌다. 6파운드 대포 4개와 화약보급고로부터 보급을 받았다. 화약보급고는 1833년 고트 섬으로 옮겨졌고 필립 요새는 1850년대에 부분적으로 철거됐다. 신호장은 1847년 필립 요새 동쪽 벽에 세워졌고 수 년 간 필립 요새 신호장으로 불렸다. 현재는 대중에 개방되어 있다.
1858년 시드니 천문대가 신호장 근처에 세워졌고 약 1세기 동안 운영됐다가 현재는 박물관으로 쓰인다.
공원 인근 내셔널 트러스트 센터 건물은 원래 1825년 군사병원으로 세워졌으나 1848년 포트 스트리트 모델 스쿨이 됐다.
공원 내 원형 홀은 1912년에 세워졌다.

## 원형 홀
원형 홀은 1912년에 세워졌다. 예전에 존 파머(John Palmer) 밴드가 일요일 하오와 저녁에 연주회를 열기도 했었다. 그는 클래식 음악과 길버트와 설리번을 연주했다. 오늘날 결혼식 장소로 대관되기도 하며 좋은 경관을 갖고 있다.

## 보어 전쟁 기념비
1940년 보어 전쟁 기념비가 세워졌다. 기념비에 쓰인 돌은 래클런 매쿼리 총독 시절 때 세워진 서큘러 키의 건물에서 가져왔기 때문에 200년 이상 되었다.
보어 전쟁에 참전한 소장 찰스 콕스 경은 친구의 부축을 받아 기념비 제막식에 참가했다. 당시 그의 나이 77세였을 때였다. 기념비 옆 총은 보어 전쟁 때 영국이 보어인한테서 노획한 것으로 1905년 오스트레일리아 정부에 전달됐다. 원래 시드니 왕립식물원에 있었으나 옮겨졌다.